# ميك كونلي
ميك كونلي (بالإنجليزية: Mick Connelly)‏ هو سياسي نيوزلندي، ولد في 21 فبراير 1916، وتوفي في 27 أغسطس 2003. حزبياً، نشط في حزب العمال النيوزيلندي. وقد انتخب عضو مجلس النواب النيوزيلندي.